# Cis clavicorne
Cis clavicorne es una especie de coleóptero de la familia Ciidae.

## Distribución geográfica
Habita en Chipre, Asia Menor.